# Франческо Сансовіно
Франческо Татті да Сансовіно (1521 , Рим  — 28 вересня 1583 , Венеція ) — італійський енциклопедист, науковець, письменник-гуманіст, поет, філософ, видавець.

## Біографія
Син скульптора та архітектора Якопо Сансовіно. Переїхав до Венеції, де прожив більшу частину життя. Вивчав право в університетах Падуї та Болоньї.
Плодовитий поет та автор історичних і філософських творів. Серед його відомих робіт «Del Governo dei regni e delle repubbliche» (1561), праця про форми правління в Італії, та «Origini e fatti delle famiglie illustri d'Italia», опис провідних міст Італії та їхніх благородних сімей. Його чотирнадцятитомна праця «Венеція» (1581) — перша спроба дати огляд мистецтва та архітектури цього міста (включаючи роботи його батька). Першим у своїх описах держав звернув увагу на джерела державних доходів і, таким чином, започаткував описову статистику.
Романоведення знає його як редактора п'яти граматичних трактатів: «Osseruationi della lingua volgare diuersi huomini illustri, cioe del Bembo, del Gabriello, del Fortunio, dell'Acarisio, et del Corso» (1562).

## Обрані праці

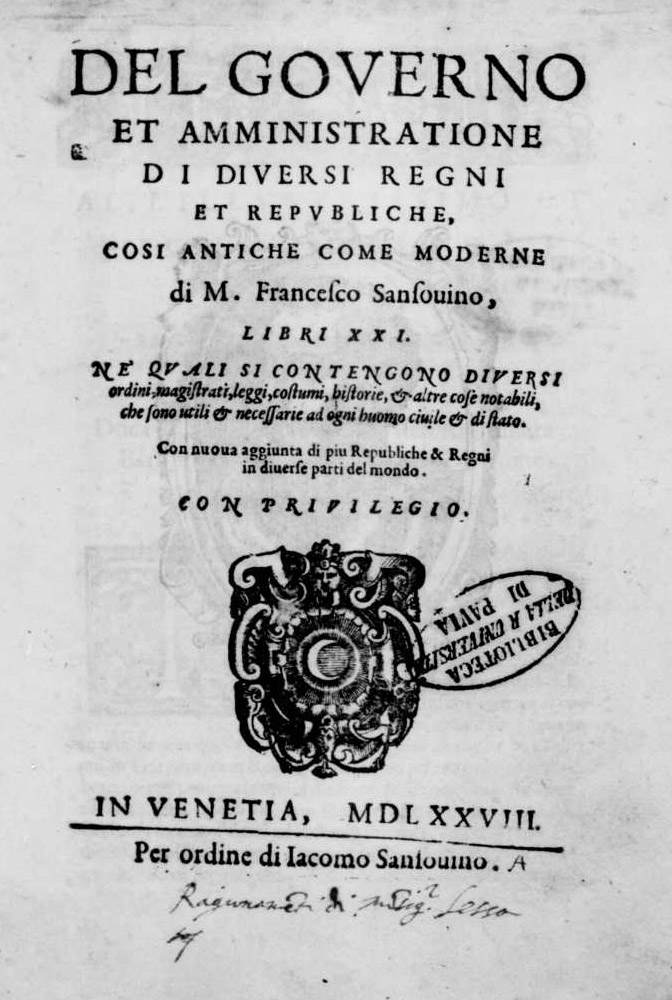
Del governo dei regni e delle repubbliche così antiche come moderne, 1578

- Del governo e amministrazione di diversi regni e republiche (1562)
- Della materia medicinale, Venedig, Giovanni Andrea Valvassori, 1562.
- Del governo e amministrazione di diversi regni e republiche (1562)
- Del governo dei regni e delle repubbliche così antiche come moderne. Giovanni Antonio Bertano, Venedig 1578.
- Venetia citta nobilissima et singolare (1580)[7]
- Dell'origine dei Cavalieri, Venedig, 1566.
- Venetia, città nobilissima, et singolare, Descritta in XIIII libri (1581);2 изд. 1663
- Le antichità di Beroso Caldeo Sacerdote. Et d'altri scrittori, così Hebrei, come Greci et Latini, che trattano delle stesse materie (1583)
- Concetti politici (1583) found in Propositioni, overo considerationi in materia di cose di Stato, sotto titolo di avvertimenti, avvedimenti civili et concetti politici (1588)
- Historia universale dell'origine et imperio de'Turchi: Con le guerre successe in Persia, in Ongaria, in Transilvania, Valachia, sino l'anno 1600 (1600)